# 川合智己
川合 智己（かわい としき、1991年8月9日 - ）は、日本の俳優。静岡県浜松市出身。角川事務所所属。若手俳優集団NAKED BOYZ4期生。青山学院大学経営学部卒業。

## 人物
身長166cm。体重55kg。血液型はA型。
趣味はグルメ散策、読書、料理、宇宙の話、ブログの執筆、ゲーム、コンサート・舞台観劇、映画鑑賞。
特技は柔道（初段）、ダンス、殺陣、サッカー、節電。
好きな食べ物は鰻、激辛グルメ、焼きそば。
機動戦士ガンダムのファン。
演歌歌手・角川博の付き人でもあった。

## 出演作品

### 舞台
- 見上げてごらん（2013年） - 主演
- NAKED BOYZ
  - 佐川男子（2013年） - 保川ヒカル
  - オカマーズ9（2013年）
- 神保町花月×NAKED BOYZ×L.A.F.U.特別公演「クローゼットZERO」（2014年）
- ザ☆夕方カレー
  - 第7弾公演「白雨」（2014年）
  - 第8弾公演「時間の花」（2015年）
- 千葉魂Ⅳ（2016年）
- コングラッチュ・ユー（2017年）
- いさめ! 池田屋シアター（2019年） - 沖田総司

### テレビ
- ミラー・ツインズ（2019年） - 不動産屋
- 痛快TV スカッとジャパン
  - 「黙らせてやったスカッと」（2019年） - 水野祐介
  - 「プロが解決スカッと」（2020年） - 野口雅弘
- 大岡越前5（2020年）
- 爆報!THE フライデーSP（2020年）
- 隕石家族（2020年） - 河合
- 無用庵隠居修行4（2020年） - 蕎麦屋店主
- 十三人の刺客（2020年） - 仙田角馬
- 相棒（2021年） - 豊田充
- 連続ドラマW あんのリリック（2021年）
- 特捜9（2021年） - 溝口泰幸
- ドクターX 〜外科医・大門未知子〜 （2021年10月 - 12月） - 竹山久雄
- 月曜プレミア8 さすらい署長 風間昭平 15（2022年1月24日、テレビ東京）

### 映画
- つぎとまります（2024年、パンドラ） - 沓掛守 役[5]
- 劇場版ドクターX FINAL（2024年12月6日公開、東宝） - 竹山久雄 役
- サラリーマン金太郎 【暁】編・【魁】編（2025年、ライツキューブ）[6]

### ラジオ
- サタデードラマハウス 「青葉萌ゆ」（2015年）
- 山田邦子のルーズベルトな夜（2019年）

### 雑誌
- JUNON 5月号（2021年） - CATCH UP コーナー